# Neoténia

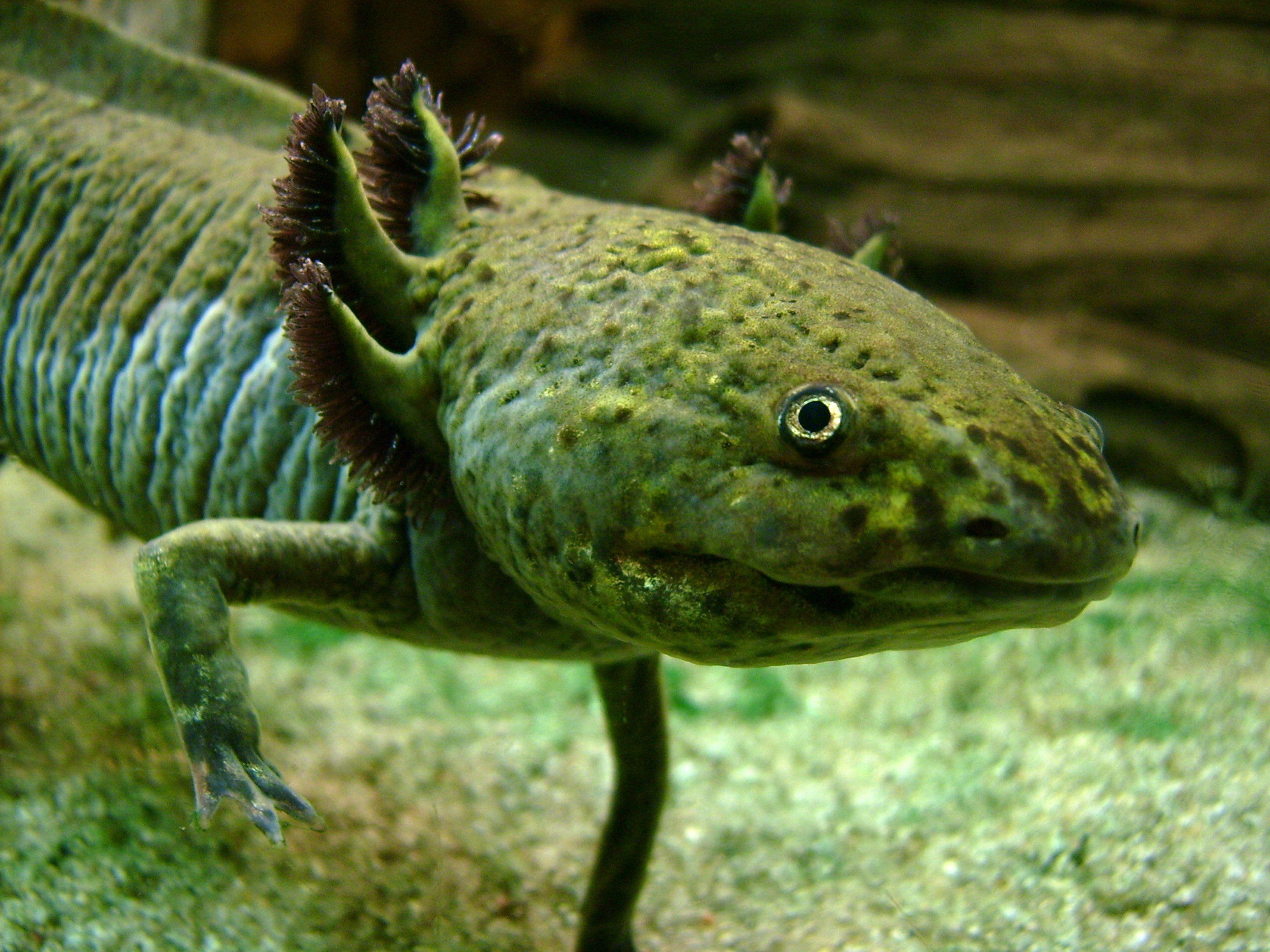
A mexikói axolotl kifejlett korában is külső kopoltyúkkal lélegzik, noha ez a légzőszerv a kétéltűekben rendszerint csak a lárvákra jellemző.

A fejlődésbiológia szempontjából neotén állapotnak nevezzük, ha egy adott faj felnőtt példánya a faj fiatalabb egyedeinek egyes jellegzetességeit megtartja (lásd pedomorfózis). A jelenség során az egyed fiziológiai fejlődése lelassul, vagy szünetel, ez okozza a juvenilis karakterisztika fennmaradását kifejlett példányokban.
A törzsfejlődés szempontjából neotén jegyeknek nevezzük azon jellegzetességeket, melyek az ősibb fajok fiatal egyedeiben hasonlóak a vizsgált faj felnőtt egyedeinél megfigyeltekhez. Az ember például számos neotén jeggyel rendelkezik a csimpánzzal összehasonlítva.

## Neoténia az evolúcióban
A neoténia szerepet játszik az evolúció folyamatában, melynek következtében a fajok jelentős fizikai változásokon mehetnek keresztül. Ilyen esetekben az adott faj neotén formája válik a kifejlett egyedek alakjává.
A Berrill-hipotézis szerint a gerincesek létrejöttében fontos szerepet játszott a neoténia. Az elképzelés azon alapul, hogy bizonyos előgerinchúros altörzs fajainak lárvaalakja erősen emlékeztet a fejgerinchúrosok altörzsébe tartozó állatokra: többek között primitív gerinchúrjuk is van, amelyet felnőttkorukra elvesztenek. Az elmélet szerint a fejgerinchúrosok a zsákállatok neotén formái, és egyben a gerincesek ősei.

## Neoténia az emberek esetében
A neoténia számos aspektusból vizsgálható a főemlősök, az emberi faj, a nemek és az egyes egyedek vonatkozásában. Számos kutató állítja, hogy a felnőtt emberek más emberszabásúak fiatal egyedeihez hasonló jegyekkel rendelkeznek, melyet azok felnőtt példányai elveszítenek egyedfejlődésük során. Stephen Jay Gould szerint az emberi faj a csimpánzok neoténiás faja. Elméletében azzal érvel, hogy a fiatal csimpánzok csontszerkezete majdnem megegyezik az emberével, s hogy az emberek életük végéig megőrzik a kölyök csimpánzokhoz hasonló tanulási képességeiket, melyeket a felnőtt majmok az érés során elveszítenek.

## Neoténia az állatvilágban
Az axolotl (Ambystoma mexicanum) nevű kétéltű ivarérett korára is megőrzi lárvakori kopoltyúit. Ha viszont a tó, amelyben az axolotl él, kiszárad, az állat elveszti kopoltyúit, és átáll a tüdővel való légzésre.